# رشید بورابیا
رشید بورابیا (انگلیسی: Rachid Bourabia؛ زادهٔ ۲۲ مارس ۱۹۸۵) بازیکن فوتبال اهل فرانسه است.
از باشگاه‌هایی که در آن بازی کرده‌است می‌توان به باشگاه فوتبال لیرسه و باشگاه فوتبال دیژون اشاره کرد.